# Icnofósseis da Usina Porto Primavera
Os Icnofósseis da Usina Porto Primavera, ou Rastros fósseis da Usina Porto Primavera é um sítio geológico constituído por rastros fósseis (icnofósseis) de dinossauros e de mamíferos cretácicos. Este sítio, localizado na margem esquerda do rio Paraná, a jusante da represa da Usina Hidrelétrica Engenheiro Sérgio Motta, também conhecida como Usina Hidroelétrica de Porto Primavera, município de Rosana, na região do Pontal do Paranapanema, estado de São Paulo, Brasil. Os rastros ocorrem em arenitos depositados por dunas eólicas do antigo deserto Caiuá, da Formação Rio Paraná (Grupo Caiuá), Bacia do Paraná. Foram registrados rastros produzidos por invertebrados assim como pegadas e pistas de tetrápodes.